# Clubiona diniensis
Clubiona diniensis là một loài nhện trong họ Clubionidae.
Loài này thuộc chi Clubiona. Clubiona diniensis được Eugène Simon miêu tả năm 1878.